# Puchar Sześciu Narodów 2025
Puchar Sześciu Narodów 2025 (2025 Six Nations Championship, a także od nazwy sponsora turnieju, Guinness – 2025 Guinness 6 Nations) – dwudziesta szósta edycja Pucharu Sześciu Narodów, corocznego turnieju w rugby union rozgrywanego pomiędzy sześcioma najlepszymi europejskimi zespołami narodowymi. Turniej odbył się pomiędzy 31 stycznia a 15 marca 2025 roku, tytułu broniła reprezentacja Irlandii, zwyciężyli zaś Francuzi.
Wliczając turnieje w poprzedniej formie, od czasów Home Nations Championship i Pucharu Pięciu Narodów, będzie to 131. edycja tych zawodów. W turnieju wezmą udział reprezentacje narodowe Anglii, Francji, Irlandii, Szkocji, Walii i Włoch. Zespół irlandzki prowadził Simon Easterby w zastępstwie przygotowującego się do tournée British and Irish Lions Andy'ego Farrella, zaś po drugiej rundzie Warren Gatland pożegnał się z walijską reprezentacją, którą do końca zawodów przejął tymczasowo Matt Sherratt.
Rozkład gier opublikowano na początku marca 2024 roku. Sędziowie spotkań zostali wyznaczeni w połowie grudnia 2024 roku, z późniejszymi zmianami w obsadzie sędziów bocznych.
Zwycięzca meczu zyskiwał cztery punkty, za remis przysługiwały dwa punkty, porażka nie była punktowana, a zdobycie przynajmniej czterech przyłożeń lub przegrana nie więcej niż siedmioma punktami premiowana była natomiast punktem bonusowym. Dodatkowo zdobywca Wielkiego Szlema otrzymałby trzy dodatkowe punkty, by uniknąć sytuacji, że nie wygrałby całych zawodów pomimo pokonania wszystkich rywali. Podczas mistrzostw były testowane zmiany w przepisach dotyczące m.in. kompetencji TMO, penalizacji niektórych szarży, wprowadzenia limitów czasowych przy młynie i aucie, zmiany zachowań w maulu i aucie oraz automatycznych zawieszeń przy czerwonej kartce.
Przed ostatnią kolejką w walce o trofeum pozostali Francuzi, Anglicy i Irlandczycy, czysto matematyczne szanse zachowali też Szkoci. Wysoka wygrana Anglików dała im nadzieję na końcowy sukces, jednak Francuzi wygrali bonusowo swój ostatni pojedynek triumfując w całym turnieju. Z grona czterech zawodników wytypowanych przez organizatorów za najlepszego został uznany Francuz Louis Bielle-Biarrey. Zwyciężył on też w klasyfikacji przyłożeń z ośmioma, pobijając dotychczasowy rekord Jacoba Stockdale'a, a najwięcej punktów w turnieju zdobył ponownie jego rodak Thomas Ramos, który jednocześnie wyprzedził dotychczasowego lidera, Frédérica Michalaka, w liczbie punktów zdobytych dla francuskiej kadry. Wybrano także najlepszą piętnastkę zawodów, a nowo utworzoną nagrodę dla debiutującego w turnieju zawodnika otrzymał Irlandczyk Sam Prendergast. Tegoroczna edycja pobiła też rekordy w liczbie zdobytych punktów (828, a 803 w 2000 i przyłożeń (108, a 91 w 2023), z czego 30 zdobyli Francuzi (29 zdobyli zaś Anglicy w 2001).
Podczas zawodów pięćdziesiąte występy w narodowej reprezentacji zaliczyli Nicky Smith, Danilo Fischetti i Niccolò Cannone, Finlay Bealham, Jack Conan i Caelan Doris oraz Will Stuart, w setnym testmeczu wystąpił zaś Jamie George.
Sponsorem turnieju siódmy rok była marka Guinness.

## Uczestnicy
W turnieju uczestniczyły:
| Zespół   | Stadion            | Miasto   | Trener                                   | Kapitan                                   |
| -------- | ------------------ | -------- | ---------------------------------------- | ----------------------------------------- |
| Anglia   | Twickenham         | Londyn   | Steve Borthwick                          | Maro Itoje                                |
| Francja  | Stade de France    | Paryż    | Fabien Galthié                           | Antoine Dupont Grégory Alldritt           |
| Irlandia | Aviva Stadium      | Dublin   | Simon Easterby                           | Caelan Doris Dan Sheehan                  |
| Szkocja  | Murrayfield        | Edynburg | Gregor Townsend                          | Sione Tuipulotu Rory Darge & Finn Russell |
| Walia    | Millennium Stadium | Cardiff  | Warren Gatland (1–2) Matt Sherratt (3–5) | Jac Morgan                                |
| Włochy   | Stadio Olimpico    | Rzym     | Gonzalo Quesada                          | Michele Lamaro Ignacio Brex               |

## Mecze

### Tydzień 1
| 31 stycznia 202521:15 | Francja | 43:0(28:0) | Walia                       | Stade de France, Saint-Denis Sędzia: Paul Williams |
| 31 stycznia 202521:15 | Gregory Alldritt 5 (P) Emilien Gailleton 5 (P) Julien Marchand 5 (P) Thomas Ramos 8 (4pd) Louis Bielle-Biarrey 10 (2P) Theo Attissogbe 10 (2P) | 43:0(28:0) |                             | Stade de France, Saint-Denis Sędzia: Paul Williams |
| 31 stycznia 202521:15 | Romain Ntamack | 43:0(28:0) | Freddie Thomas · Evan Lloyd | Stade de France, Saint-Denis Sędzia: Paul Williams |

| 1 lutego 202515:15 | Szkocja                                                                 | 31:19(19:9) | Włochy                                           | Murrayfield Stadium, Edynburg Sędzia: Karl Dickson |
| 1 lutego 202515:15 | Huw Jones 15 (3P) Finn Russell 6 (3pd) Ben White 5 (P) Rory Darge 5 (P) | 31:19(19:9) | Tommaso Allan 14 (pd 4K) Juan Ignacio Brex 5 (P) | Murrayfield Stadium, Edynburg Sędzia: Karl Dickson |

| 1 lutego 202517:45 | Irlandia | 27:22(5:10) | Anglia                                                                        | Aviva Stadium, Dublin Sędzia: Ben O’Keeffe |
| 1 lutego 202517:45 | Jack Crowley 4 (2pd) Dan Sheehan 5 (P) Tadhg Beirne 5 (P) Sam Prendergast 3 (K) Bundee Aki 5 (P) Jamison Gibson-Park 5 (P) | 27:22(5:10) | Marcus Smith 7 (2pd K) Tommy Freeman 5 (P) Tom Curry 5 (P) Cadan Murley 5 (P) | Aviva Stadium, Dublin Sędzia: Ben O’Keeffe |
| 1 lutego 202517:45 | Marcus Smith | 27:22(5:10) |                                                                               | Aviva Stadium, Dublin Sędzia: Ben O’Keeffe |

### Tydzień 2
| 8 lutego 202515:15 | Włochy                                       | 22:15(16:3) | Walia                                                         | Stadio Olimpico, Rzym Sędzia: Matthew Carley |
| 8 lutego 202515:15 | Tommaso Allan 17 (pd 5K) Ange Capuozzo 5 (P) | 22:15(16:3) | Aaron Wainwright 5 (P) Ben Thomas 3 (K) karne przyłożenie – 7 | Stadio Olimpico, Rzym Sędzia: Matthew Carley |
| 8 lutego 202515:15 | Dino Lamb · Marco Riccioni                   | 22:15(16:3) | Josh Adams (rugbysta)                                         | Stadio Olimpico, Rzym Sędzia: Matthew Carley |

| 8 lutego 202517:45 | Anglia | 26:25(7:7) | Francja                                                                   | Twickenham Stadium, Londyn Sędzia: Nika Amashukeli |
| 8 lutego 202517:45 | Marcus Smith 2 (pd) Tommy Freeman 5 (P) Fin Smith 4 (2pd) Elliot Daly 5 (P) Fin Baxter 5 (P) Ollie Lawrence 5 (P) | 26:25(7:7) | Thomas Ramos 10 (2pd 2K) Louis Bielle-Biarrey 10 (2P) Damian Penaud 5 (P) | Twickenham Stadium, Londyn Sędzia: Nika Amashukeli |

| 9 lutego 202516:00 | Szkocja                                                            | 18:32(5:17) | Irlandia                                                                                           | Murrayfield Stadium, Edynburg Sędzia: James Doleman |
| 9 lutego 202516:00 | Ben White 5 (P) Blair Kinghorn 8 (pd 2K) Duhan van der Merwe 5 (P) | 18:32(5:17) | Sam Prendergast 12 (3pd 2K) Jack Conan 5 (P) James Lowe 5 (P) Caelan Doris 5 (P) Calvin Nash 5 (P) | Murrayfield Stadium, Edynburg Sędzia: James Doleman |
| 9 lutego 202516:00 | Duhan van der Merwe                                                | 18:32(5:17) | | Murrayfield Stadium, Edynburg Sędzia: James Doleman |

### Tydzień 3
| 22 lutego 202515:15 | Walia                                                       | 18:27(13:10) | Irlandia                                                        | Millennium Stadium, Cardiff Sędzia: Christophe Ridley |
| 22 lutego 202515:15 | Gareth Anscombe 8 (pd 2K) Tom Rogers 5 (P) Jac Morgan 5 (P) | 18:27(13:10) | Sam Prendergast 17 (pd 5K) Jack Conan 5 (P) Jamie Osborne 5 (P) | Millennium Stadium, Cardiff Sędzia: Christophe Ridley |
| 22 lutego 202515:15 | Garry Ringrose                                              | 18:27(13:10) |                                                                 | Millennium Stadium, Cardiff Sędzia: Christophe Ridley |

| 22 lutego 202517:45 | Anglia                                                     | 16:15(7:10) | Szkocja                                                   | Twickenham Stadium, Londyn Sędzia: Pierre Brousset |
| 22 lutego 202517:45 | Marcus Smith 8 (pd 2K) Tommy Freeman 5 (P) Fin Smith 3 (K) | 16:15(7:10) | Huw Jones 5 (P) Ben White 5 (P) Duhan van der Merwe 5 (P) | Twickenham Stadium, Londyn Sędzia: Pierre Brousset |

| 23 lutego 202516:00 | Włochy                                                                                          | 24:73(17:35) | Francja | Stadio Olimpico, Rzym Sędzia: Karl Dickson |
| 23 lutego 202516:00 | Tommaso Allan 7 (2pd K) Juan Ignacio Brex 5 (P) Paolo Garbisi 7 (P pd) Tommaso Menoncello 5 (P) | 24:73(17:35) | Gregory Alldritt 5 (P) Thomas Ramos 16 (8pd) Louis Bielle-Biarrey 5 (P) Theo Attissogbe 5 (P) Pierre-Louis Barassi 5 (P) Maxime Lucu 2 (pd) Leo Barre 10 (2P) Antoine Dupont 10 (2P) Paul Boudehent 5 (P) Peato Mauvaka 5 (P) Mickael Guillard 5 (P) | Stadio Olimpico, Rzym Sędzia: Karl Dickson |

### Tydzień 4
| 8 marca 202515:15 | Irlandia                                                                        | 27:42(6:8) | Francja | Aviva Stadium, Dublin Sędzia: Angus Gardner |
| 8 marca 202515:15 | Dan Sheehan 5 (P) Sam Prendergast 12 (3pd 2K) Jack Conan 5 (P) Cian Healy 5 (P) | 27:42(6:8) | Thomas Ramos 17 (4pd 3K) Louis Bielle-Biarrey 10 (2P) Damian Penaud 5 (P) Paul Boudehent 5 (P) Oscar Jegou 5 (P) | Aviva Stadium, Dublin Sędzia: Angus Gardner |
| 8 marca 202515:15 | Calvin Nash · Joe McCarthy                                                      | 27:42(6:8) | Francois Cros | Aviva Stadium, Dublin Sędzia: Angus Gardner |

| 8 marca 202517:45 | Szkocja | 35:29(28:8) | Walia                                                                          | Murrayfield Stadium, Edynburg Sędzia: Andrea Piardi |
| 8 marca 202517:45 | Finn Russell 10 (5pd) Blair Kinghorn 10 (2P) Max Llewellyn 5 (P) Teddy Williams 5 (P) Tom Jordan 10 (2P) Darcy Graham 5 (P) | 35:29(28:8) | Ben Thomas 5 (P) Gareth Anscombe 3 (K) Jarrod Evans 6 (3pd) Blair Murray 5 (P) | Murrayfield Stadium, Edynburg Sędzia: Andrea Piardi |
| 8 marca 202517:45 | WillGriff John | 35:29(28:8) |                                                                                | Murrayfield Stadium, Edynburg Sędzia: Andrea Piardi |

| 9 marca 202516:00 | Anglia | 47:24(21:17) | Włochy                                                                                   | Twickenham Stadium, Londyn Sędzia: Andrew Brace |
| 9 marca 202516:00 | Marcus Smith 5 (P) Tommy Freeman 5 (P) Tom Curry 5 (P) Fin Smith 12 (6pd) Ben Earl 5 (P) Ollie Sleightholme 10 (2P) Tom Willis 5 (P) | 47:24(21:17) | Ange Capuozzo 5 (P) Paolo Garbisi 9 (3pd K) Tommaso Menoncello 5 (P) Ross Vintcent 5 (P) | Twickenham Stadium, Londyn Sędzia: Andrew Brace |

### Tydzień 5
| 15 marca 202515:15 | Włochy                                                         | 17:22(10:12) | Irlandia                                                  | Stadio Olimpico, Rzym Sędzia: Luke Pearce |
| 15 marca 202515:15 | Tommaso Allan 7 (2pd K) Stephen Varney 5 (P) Monty Ioane 5 (P) | 17:22(10:12) | Jack Crowley 2 (pd) Dan Sheehan 15 (3P) Hugo Keenan 5 (P) | Stadio Olimpico, Rzym Sędzia: Luke Pearce |
| 15 marca 202515:15 | Michele Lamaro · Ross Vintcent · Giacomo Nicotera              | 17:22(10:12) |                                                           | Stadio Olimpico, Rzym Sędzia: Luke Pearce |

| 15 marca 202517:45 | Walia                                                         | 14:68(7:33) | Anglia | Millennium Stadium, Cardiff Sędzia: Nic Berry |
| 15 marca 202517:45 | Ben Thomas 10 (2P) Gareth Anscombe 2 (pd) Jarrod Evans 2 (pd) | 14:68(7:33) | Marcus Smith 8 (4pd) Tommy Freeman 5 (P) Fin Smith 10 (5pd) Chandler Cunningham-South 10 (2P) Henry Pollock 10 (2P) Joe Heyes 5 (P) Alex Mitchell 5 (P) Will Stuart 5 (P) Tom Roebuck 5 (P) Maro Itoje 5 (P) | Millennium Stadium, Cardiff Sędzia: Nic Berry |

| 15 marca 202521:00 | Francja                                                                     | 35:16(16:13) | Szkocja                                    | Stade de France, Saint-Denis Sędzia: Matthew Carley |
| 15 marca 202521:00 | Thomas Ramos 20 (P 3pd 3K) Louis Bielle-Biarrey 5 (P) Yoram Moefana 10 (2P) | 35:16(16:13) | Finn Russell 11 (pd 3K) Darcy Graham 5 (P) | Stade de France, Saint-Denis Sędzia: Matthew Carley |
| 15 marca 202521:00 | Peato Mauvaka · Jean-Baptiste Gros                                          | 35:16(16:13) | Jamie Ritchie                              | Stade de France, Saint-Denis Sędzia: Matthew Carley |